# Takashi Usami
Pour les articles homonymes, voir Usami.
Takashi Usami (宇佐美 貴史, Usami Takashi), né le 6 mai 1992 à Nagaokakyō (Kyoto), est un footballeur international japonais. Il occupe le poste d'ailier au Gamba Osaka. 

## Biographie

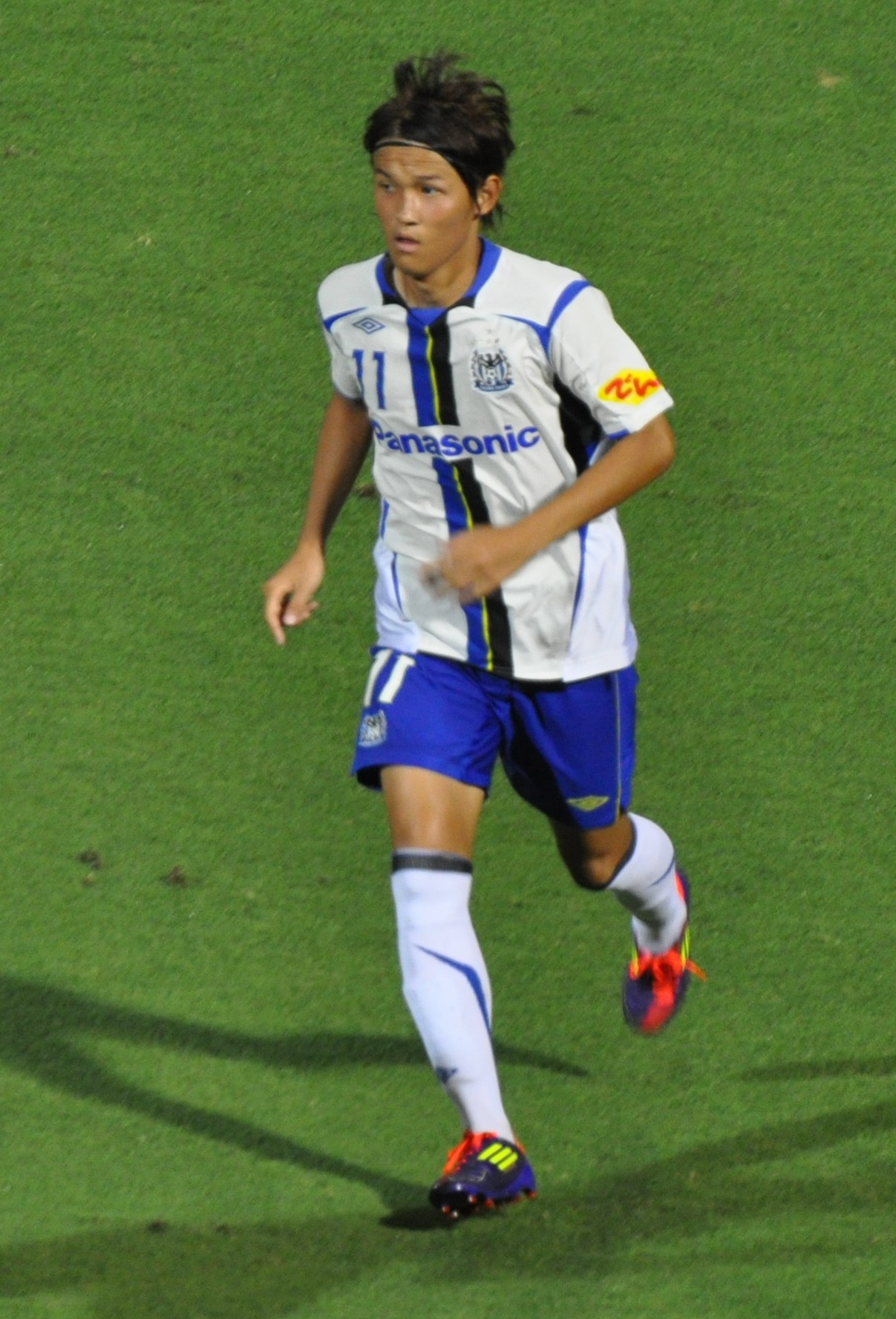
Usami en 2011.

### Gamba Osaka
Usami fait ses débuts en J.League en 2009 à l'âge de 17 ans et 14 jours et marque un but dès sa première apparition. Il devient du même coup le plus jeune buteur de l'histoire de Gamba Osaka, détrônant ainsi Jun'ichi Inamoto. 
Pour la saison 2010, il dispute 26 rencontres dont 22 en tant que titulaire et inscrit 7 buts. En 2010, il devient un membre plus régulier de l'équipe première du Gamba et il est nommé en fin de saison "Meilleur espoir" du championnat du Japon. 
Il commence la saison 2011 avec le Gamba Osaka avant d'être prêté au Bayern de Munich. Avant de partir, il dispute 11 rencontres et inscrit deux buts.

### Bayern Munich
Le 27 juin 2011, Usami est prêté pour un an au Bayern Munich. Le 26 octobre 2011, il inscrit son unique but avec l'équipe première du Bayern à l'occasion du deuxième tour de la coupe d'Allemagne contre le club d'Ingolstadt pour une victoire finale de 6-0 à l'Allianz Arena. Le 7 décembre 2011, il dispute son unique match de ligue des champions avec le club bavarois en entrant en jeu contre Manchester City lors de la dernière journée de la phase de poule. Il dispute trois matchs de Bundesliga dont deux en tant que titulaire contre Stuttgart et le Werder de Brême et un en tant que remplaçant contre Wolfsburg.
Il joue également avec l'équipe réserve du Bayern Munich. Il y dispute 18 rencontres tous en tant que titulaire et y inscrit six buts dont un doublé contre le SC Pfullendorf.

### Hoffenheim
Durant l'été 2012, il est prêté au TSG 1899 Hoffenheim. Durant sa saison à Hoffenheim, il dispute 20 matchs de Bundesliga dont 15 en tant que titulaire. Il inscrit deux buts en championnat. Il inscrit son premier but le 16 septembre 2012 contre Freiburg et le second 10 jours plus tard en ouvrant le score à la 5e minute de jeu contre le Vfb Stuttgart (victoire 3-0). Il joue son dernier match en Allemagne le 16 mars 2013 contre Mainz. Le match se termine sur un score nul et vierge (0-0).

### Retour au Gamba Osaka

#### Saison 2013
En juin 2013, il est de retour de son prêt à Hoffenheim. Son club le Gamba Osaka évolue en deuxième division. Il dispute son premier match le 20 juillet 2013 contre Vissel Kobe et y inscrit un doublé. Son club remporte la victoire 3-2. Le 27 octobre 2013, il inscrit un quadruplé contre Tokushima Vortis et permet à son club de remporter le match 5-1. 
Il finit la saison en ayant inscrit 19 buts en 18 rencontres, tous en tant que titulaire, ce qui en fait le meilleur buteur du club et le deuxième meilleur buteur du championnat sur la saison 2013. Il inscrit un quadruplé ainsi que quatre doublés. Sur le plan collectif, le Gamba Osaka finit à la première place du championnat de J. League 2 et accède donc à la J. League.

#### Saison 2014
Pour la saison 2014, Takashi Usami prend part aux trois compétitions dans lesquels son club est engagé. Il dispute son premier match le 26 avril 2014 à l'occasion de la 9e journée de championnat contre Kawasaki Frontale en tant que remplaçant. Il joue son premier match en tant que titulaire le 6 mai 2014 contre le Tokushima Vortis et c'est à cette occasion qu'il inscrit son premier but de la saison.    
En Coupe de l’Empereur, il dispute deux rencontres. Il dispute la demi-finale, où il inscrit un doublé ainsi que la finale de la compétition où il inscrit également un doublé contre Montedio Yamagata et une victoire 3-1.     
En Coupe de la ligue, il prend part à sept rencontres et inscrit cinq buts. Il est élu meilleur joueur de moins de 23 ans de la compétition (New Hero Award).    
Il finit la saison en ayant inscrit 19 buts en 35 matchs toutes compétitions confondues. Sur le plan collectif, le Gamba Osaka finit à la première place du championnat de J. League. Le club remporte également la Coupe de l’Empereur et la Coupe de la ligue.      
À la fin de la saison, il fait partie l'équipe des onze meilleurs du championnat japonais (J. League Best Eleven), un trophée récompensant les meilleurs joueurs du championnat de J. League chaque année.

#### Saison 2015
La saison suivante en 2015, il inscrit 19 buts en 35 rencontres de championnat et termine troisième meilleur buteur du championnat. À la suite de ses bonnes performances, plusieurs clubs s’intéressent à lui en vue d'un éventuel transfert. Parmi ces clubs on peut citer le Valence FC, le PSV Eindhoven ou encore l'Olympique de Marseille, ainsi que plusieurs clubs allemands.     
En coupe de l’empereur, il récidive en inscrivant à nouveau un doublé en demi-finale de la compétition. Il remporte la compétition avec son équipe et conserve son titre obtenu en 2014.     
Pour la deuxième année consécutive, il fait partie de l'équipe des onze meilleurs du Championnat japonais.

### Transfert à Augsbourg
Lors du mercato d'été 2016, il s'engage avec le FC Augsbourg. Il dispute ses premières minutes de jeu contre Wolfsburg lors de la première journée du Championnat d’Allemagne. 
Le 4 août 2018, il est prêté pour la deuxième fois consécutive pour une saison au Fortuna Düsseldorf.

### Retour au Gamba Osaka
En juin 2019, il quitte l'Allemagne en rejoignant son premier club professionnel le Gamba Osaka. Arrivé en cours de saison, il inscrit 7 buts en 14 matchs de championnat pour le compte de la saison 2019.

## En sélection
En 2009, il participe aux trois matchs du Japon lors de la Coupe du monde de football des moins de 17 ans. Usami est appelé pour la première fois en équipe du Japon à l'occasion de la Coupe Kirin 2011 mais il ne prend part à aucun match de la compétition. 
Il dispute son premier match avec le Japon en entrant en jeu à la 73e minute de jeu à la place de Yoshinori Muto à l'occasion d'un match amical contre la Tunisie le 27 mars 2015. Il inscrit son premier but quatre jours plus tard contre l'Ouzbékistan le 31 mars 2015.  

### Buts internationaux
| Buts internationaux de Takashi Usami | Buts internationaux de Takashi Usami | Buts internationaux de Takashi Usami | Buts internationaux de Takashi Usami | Buts internationaux de Takashi Usami | Buts internationaux de Takashi Usami | Buts internationaux de Takashi Usami | Buts internationaux de Takashi Usami |
|                                      | Date                                 | Lieu                                 | Adversaire                           | Score                                | Résultat                             | Compétition                          |                                      |
| ------------------------------------ | ------------------------------------ | ------------------------------------ | ------------------------------------ | ------------------------------------ | ------------------------------------ | ------------------------------------ | ------------------------------------ |
| 1.                                   | 31 mars 2015                         | Ajinomoto Stadium , Chōfu, Japon     | Ouzbékistan                          | 4-1                                  | 5-1                                  | Match amical                         |                                      |
| 2.                                   | 8 octobre 2015                       | Al-Seeb Stadium, Seeb, Oman          | Syrie                                | 0-3                                  | 0-3                                  | Éliminatoires Coupe du monde 2018    |                                      |
| 3.                                   | 3 juin 2016                          | Stade Toyota, Toyota (Aichi), Japon  | Bulgarie                             | 0-6                                  | 2-7                                  | Coupe Kirin 2016                     |                                      |

## Palmarès

### En clubs
Gamba Osaka
- J. League
  - Champion: 2014
  - Vice-champion: 2010 et 2015
- J. League 2
  - Champion: 2013
- Coupe de l'Empereur
  - Vainqueur: 2009,2014 et 2015
- Yamazaki Nabisco Cup
  - Vainqueur: 2014
- Fuji Xerox Super Cup
  - Finaliste: 2009

 FC Bayern Munich
- Ligue des champions de l'UEFA
  - Finaliste: 2012

 Fortuna Dusseldorf
- 2.Bundesliga
  - Champion: 2018

### Individuel
- J. League Best Young Player : 2014
- J. League Cup New Hero Award : 2014
- J. League Best Eleven : 2014

## Statistiques
| Club                | Saison         | Championnat | Championnat | Coupe  | Coupe | Coupe de la Ligue | Coupe de la Ligue | Continental | Continental | Autres | Autres | Total  | Total |
| Club                | Saison         | Matchs      | Buts        | Matchs | Buts  | Matchs            | Buts              | Matchs      | Buts        | Matchs | Buts   | Matchs | Buts  |
| ------------------- | -------------- | ----------- | ----------- | ------ | ----- | ----------------- | ----------------- | ----------- | ----------- | ------ | ------ | ------ | ----- |
| Gamba Osaka         | 2009           | 3           | 0           | 0      | 0     | 0                 | 0                 | 1           | 1           | -      | -      | 4      | 1     |
| Gamba Osaka         | 2010           | 26          | 7           | 4      | 2     | 2                 | 0                 | 4           | 2           | 1      | 0      | 37     | 11    |
| Gamba Osaka         | 2011           | 14          | 4           | -      | -     | -                 | -                 | 7           | 1           | -      | -      | 21     | 5     |
| Gamba Osaka         | Total          | 43          | 11          | 4      | 2     | 2                 | 0                 | 12          | 4           | 1      | 0      | 62     | 17    |
| FC Bayern Munich    | 2011–12        | 3           | 0           | 1      | 1     | -                 | -                 | 1           | 0           | -      | -      | 5      | 1     |
| FC Bayern Munich    | Total          | 3           | 0           | 1      | 1     | -                 | -                 | 1           | 0           | -      | -      | 5      | 1     |
| TSG 1899 Hoffenheim | 2012–13        | 20          | 2           | 1      | 0     | -                 | -                 | -           | -           | -      | -      | 21     | 2     |
| TSG 1899 Hoffenheim | Total          | 20          | 2           | 1      | 0     | -                 | -                 | -           | -           | -      | -      | 21     | 2     |
| Gamba Osaka         | 2013           | 18          | 19          | 1      | 2     | -                 | -                 | -           | -           | -      | -      | 19     | 21    |
| Gamba Osaka         | 2014           | 26          | 10          | 4      | 6     | 7                 | 5                 | -           | -           | -      | -      | 37     | 21    |
| Gamba Osaka         | 2015           | 37          | 19          | 3      | 4     | 1                 | 0                 | 11          | 4           | 1      | 1      | 53     | 28    |
| Gamba Osaka         | Total          | 81          | 48          | 8      | 12    | 8                 | 5                 | -           | -           | -      | -      | 103    | 65    |
| Total carrière      | Total carrière | 147         | 61          | 14     | 14    | 10                | 5                 | 24          | 8           | 2      | 1      | 191    | 85    |